# Rhaebo guttatus
Espèce
Synonymes
- Bufo guttatus Schneider, 1799
- Bufo leschenaultii Duméril & Bibron, 1841
- Bufo crucifer var. pfrimeri Miranda-Ribeiro, 1926
- Bufo anderssoni Melin, 1941
- Bufo melini Andersson, 1945

Statut de conservation UICN

 LC  : Préoccupation mineure
Le Crapaud de Leschenault (Rhaebo guttatus) est une espèce d'amphibiens de la famille des Bufonidae.

## Répartition
Cette espèce se rencontre entre 50 et 860 m d'altitude en Amazonie :
- au Brésil ;
- en Guyane ;
- au Suriname ;
- au Guyana ;
- au Venezuela ;
- en Colombie ;
- en Équateur ;
- au Pérou ;
- en Bolivie.

## Description

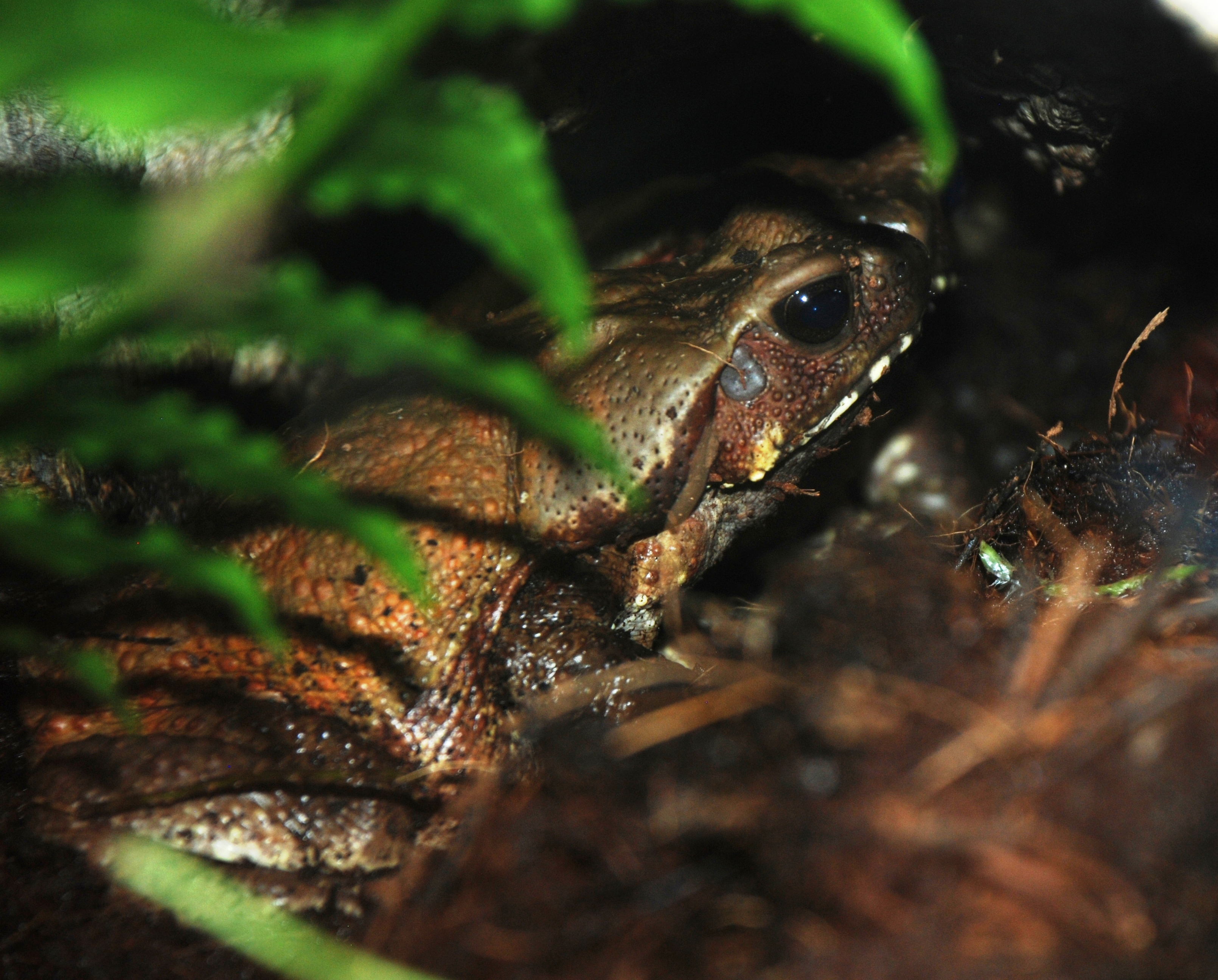
Rhaebo guttatus

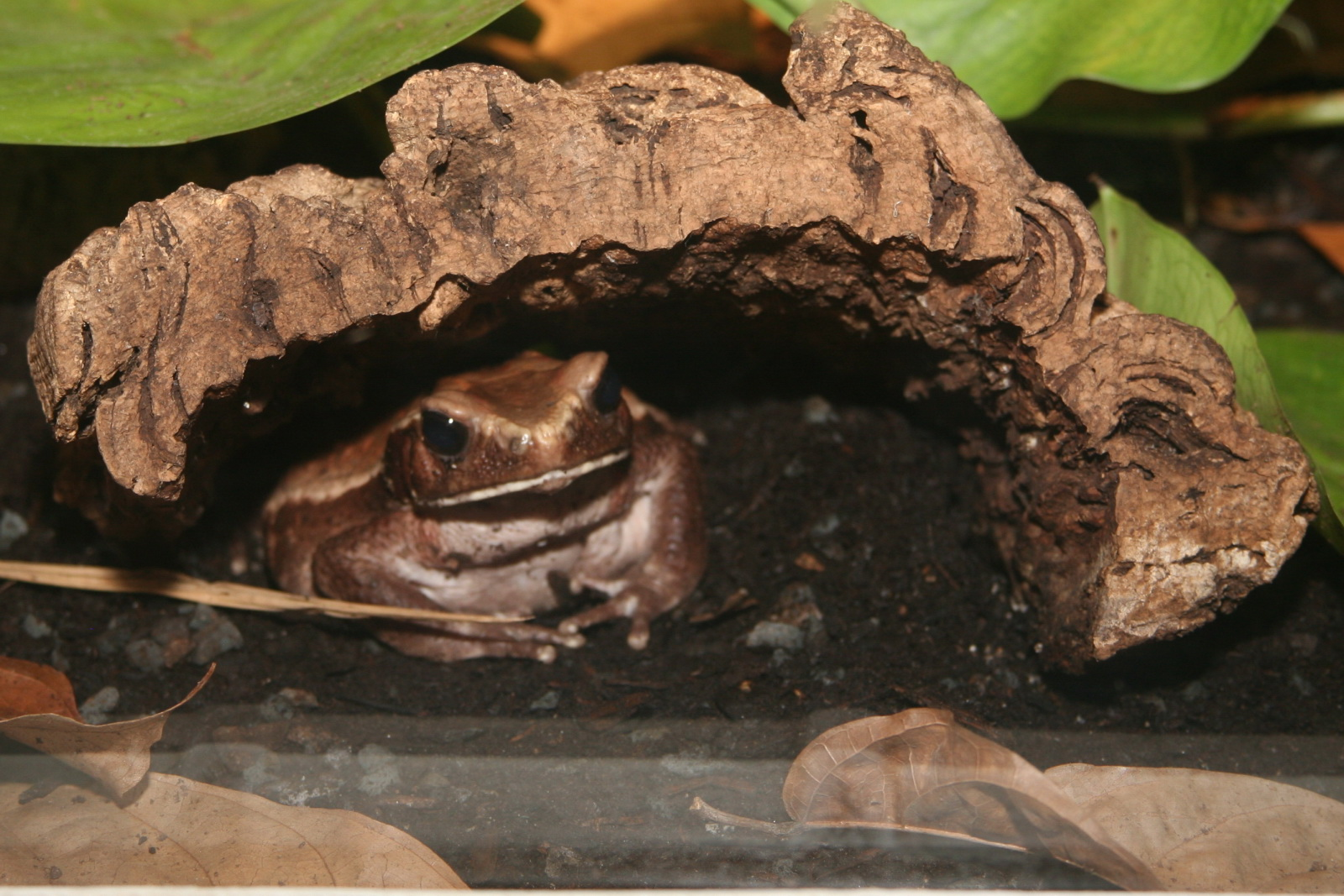
Rhaebo guttatus

Le mâle peut atteindre de 13 à 15 cm, et la femelle 25 cm.

## Alimentation
Ce crapaud s'alimente d'insectes et de petits mammifères, qu'il chasse sur le sol des forêts tropicales.

## Publication originale
- Schneider, 1799 : Historiae amphibiorum naturalis et literariae fasciculus primus, vol. 1 (texte intégral).